# Fran Kirby
Francesca Kirby (Reading, Inglaterra; 29 de junio de 1993) es una futbolista inglesa. Se desempeña como delantera avanzada o mediapunta y su equipo actual es el Chelsea de la Women's Super League de Inglaterra. También forma parte de la Selección de Inglaterra.

## Clubes
| Club    | País       | Año         |
| ------- | ---------- | ----------- |
| Reading | Inglaterra | 2012 - 2015 |
| Chelsea | Inglaterra | 2015 - 2024 |

### Reading
Kirby se unió al Reading a los 7 años y participó en las categorías inferiores. Debutó con el primer equipo a los 16, pero dejó el fútbol al año siguiente por depresión a causa del fallecimiento de su madre.
En 2012 comenzó a jugar con el club de nuevo y se convirtió en la máxima anotadora de la FA Women's National League South con 32 goles en 21 partidos en la temporada 2012-13.
En 2014, Kirby ayudó al equipo a alcanzar el sexto puesto en la FA WSL 2 gracias a sus 24 goles en 16 partidos, convirtiéndose en la máxima goleadora de nuevo. Poco después se convirtió en la primera jugadora en recibir un contrato profesional del club. En los FA Women's Awards de 2014 fue nombrada Jugadora del Año de la WSL2.
En la temporada 2015, marcó 11 goles en 5 partidos de liga.

### Chelsea (2015-)

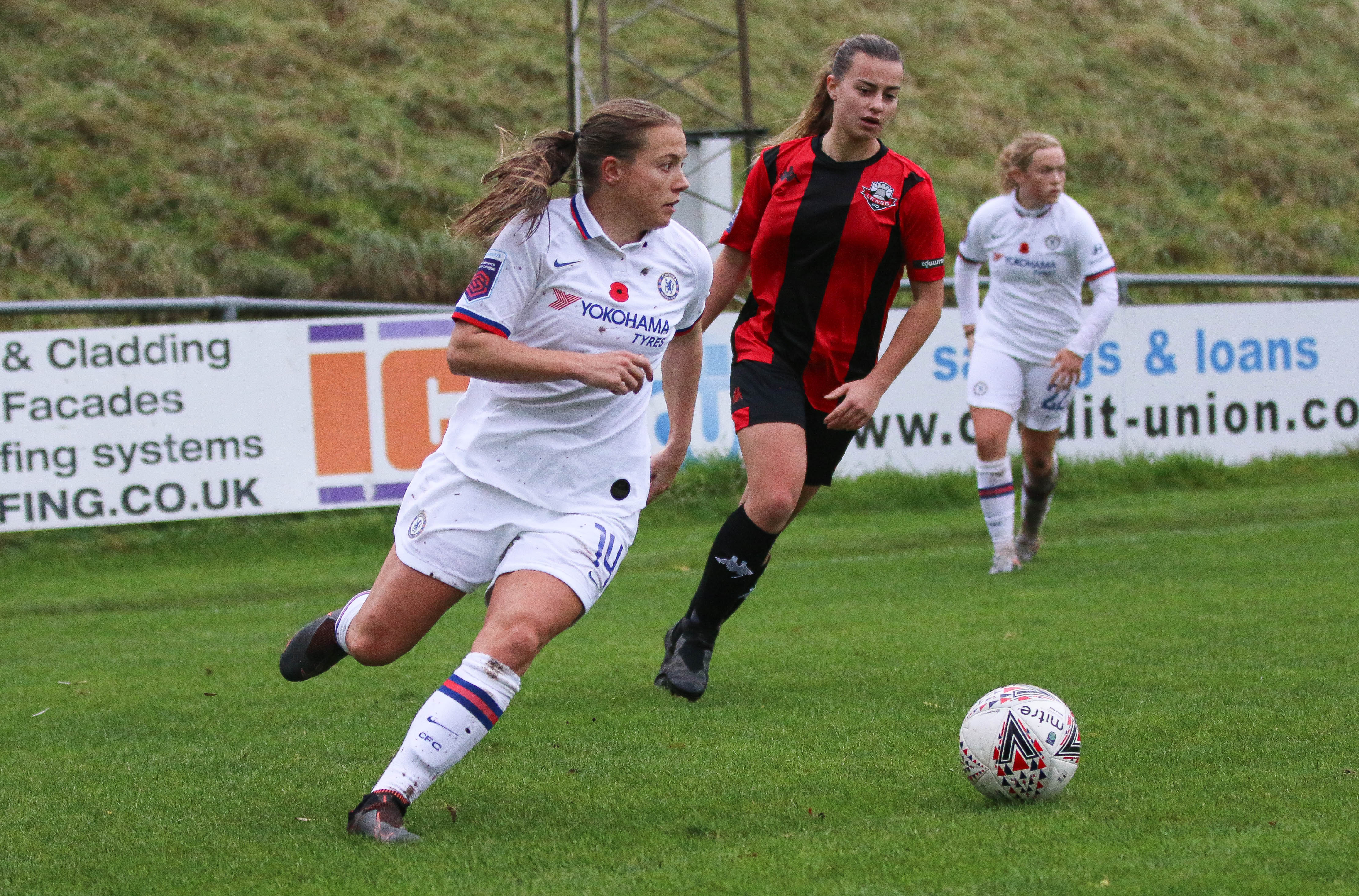
Kirby (blanco) en un partido con el Chelsea.

Tras el Mundial 2015, Reading aceptó el traspaso de Kirby al Chelsea, que se completó en julio. Se comunicó que el precio por la jugadora había sido de entre 40.000 y 60.000 libras, un récord británico. Sin embargo, Chelsea lo negó y Kirby admitió que no sabía el valor del traspaso.
Kirby debutó con el club el 9 de agosto de 2015 en un partido contra Birmingham, donde también marcó su primer gol. En octubre del mismo año, marcó dos goles contra el Sunderland, asegurando el título de liga, y el primer gol del Chelsea en la Liga de Campeones.
El 22 de abril de 2018, Kirby ganó el premio a la Jugadora del Año de la PFA y el Football Writers’ Women’s Footballer of the Year de la temporada 2017–18.
El 27 de octubre de 2019, jugó su partido número 100 con el club.

## Selección nacional

Kirby durante un partido con Inglaterra.

### Inglaterra
Tras haber formado parte de la Selección Sub-23, Kirby se convirtió en la primera jugadora de la WSL2 (Segunda División inglesa) en ser convocada a la Selección absoluta de Inglaterra. A pesar de ser seleccionada para el banquillo en junio de 2014 para la clasificación para el Mundial de 2015, no jugó en ninguno de los dos partidos. En agosto del mismo año, debutó internacionalmente en un amistoso contra Suecia en el que también marcó su primer gol con la selección.
En mayo de 2015, Mark Sampson eligió a Kirby para jugar en el Mundial 2015. La decisión fue criticada por haber elegido a una jugadora de la WSL2. A pesar de perderse los cuartos de final, la semifinal y el partido del tercer puesto debido a una lesión, jugó cuatro partidos y marcó 1 gol, que ayudó a Inglaterra a ganar la medalla de bronce.
Kirby fue convocada para los partidos de la clasificación para la Eurocopa 2017. Después 12 meses sin jugar a causa de lesiones en la rodilla y en el tobillo, Sampson eligió de nuevo a Kirby para representar a Inglaterra en la Eurocopa 2017 disputada en los Países Bajos. Las asistencias y goles de la jugadora permitieron al equipo a avanzar hasta la semifinal, donde fueron derrotadas por las anfitrionas.
El 8 de mayo de 2019 se anunció que Kirby estaría presente en el Mundial de 2019. Jugó 6 partidos y marcó 1 gol.

### Reino Unido
Kirby formó parte de la Selección del Reino Unido en la Universiada de 2013, en la que ganó la medalla de oro.

## Estadísticas

### Club
Actualizada el 22 de enero de 2022.
| Club             | Temporada          | Liga             | Liga     | Liga  | Copa     | Copa  | Continental | Continental | Total    | Total |
| Club             | Temporada          | División         | Partidos | Goles | Partidos | Goles | Partidos    | Goles       | Partidos | Goles |
| ---------------- | ------------------ | ---------------- | -------- | ----- | -------- | ----- | ----------- | ----------- | -------- | ----- |
| Reading          | 2014               | WSL              | 0        | 0     | 4        | 4     | —           | —           | 4        | 4     |
| Chelsea          | 2015               | WSL              | 5        | 4     | 3        | 3     | 4           | 2           | 12       | 9     |
| Chelsea          | 2016               | WSL              | 7        | 5     | 0        | 0     | —           | —           | 7        | 5     |
| Chelsea          | 2017 Spring Series | WSL              | 5        | 6     | 0        | 0     | —           | —           | 5        | 6     |
| Chelsea          | 2017–18            | WSL              | 17       | 8     | 6        | 7     | 8           | 4           | 31       | 19    |
| Chelsea          | 2018–19            | WSL              | 16       | 9     | 5        | 4     | 8           | 5           | 29       | 18    |
| Chelsea          | 2019-20            | WSL              | 4        | 0     | 2        | 0     | —           | —           | 6        | 0     |
| Chelsea          | 2020-21            | WSL              | 18       | 16    | 3        | 3     | 9           | 6           | 30       | 25    |
| Chelsea          | 2021-22            | WSL              | 9        | 6     | 1        | 0     | 6           | 2           | 16       | 8     |
| Chelsea          | Total              | Total            | 81       | 54    | 20       | 17    | 35          | 19          | 136      | 88    |
| Total de carrera | Total de carrera   | Total de carrera | 81       | 54    | 24       | 21    | 35          | 19          | 140      | 92    |

### Goles internacionales
Hasta partido jugado el 30 de noviembre de 2021. Goles de Inglaterra primero.
| N.º | Fecha                    | Lugar                                    | Rival                | Puntuación | Resultado | Competición                           |
| --- | ------------------------ | ---------------------------------------- | -------------------- | ---------- | --------- | ------------------------------------- |
| 1   | 3 de agosto de 2014      | Victoria Park, Inglaterra                | Suecia               | 2–0        | 4–0       | Amistoso                              |
| 2   | 9 de abril de 2015       | Academy Stadium, Manchester, Inglaterra  | China                | 2–0        | 2–1       | Amistoso                              |
| 3   | 13 de junio de 2015      | Moncton Stadium, Canadá                  | México               | 1–0        | 2–1       | Clasificación para el Mundial 2015    |
| 4   | 21 de septiembre de 2015 | A. Le Coq Arena, Tallinn, Estonia        | Estonia              | 3–0        | 8–0       | Clasificación para la Eurocopa 2017   |
| 5   | 21 de septiembre de 2015 | A. Le Coq Arena, Tallinn, Estonia        | Estonia              | 6–0        | 8–0       | Clasificación para la Eurocopa 2017   |
| 6   | 10 de junio de 2017      | Tissot Arena, Suiza                      | Suiza                | 2–0        | 4–0       | Amistoso                              |
| 7   | 23 de julio de 2017      | Rat Verlegh Stadion, Países Bajos        | España               | 1–0        | 2–0       | Eurocopa 2017                         |
| 8   | 24 de noviembre de 2017  | Bescot Stadium, Inglaterra               | Bosnia y Herzegovina | 4–0        | 4–0       | Clasificación para el Mundial de 2019 |
| 9   | 28 de noviembre de 2017  | Colchester Community Stadium, Inglaterra | Kazajistán           | 2–0        | 5–0       | Clasificación para el Mundial de 2019 |
| 10  | 1 de marzo de 2018       | Mapfre Stadium, Ohio, Estados Unidos     | Francia              | 4–0        | 4–1       | Copa SheBelieves 2018                 |
| 11  | 6 de octubre de 2018     | Meadow Lane, Nottingham, Inglaterra      | Brasil               | 1–0        | 1–0       | Amistoso                              |
| 12  | 9 de octubre de 2018     | Craven Cottage, Londres, Inglaterra      | Australia            | 1–0        | 1–1       | Amistoso                              |
| 13  | 6 de julio de 2019       | Allianz Riviera, Niza, Francia           | Suecia               | 1–2        | 1–2       | Mundial de 2019                       |
| 13  | 9 de abril de 2021       | Estadio Michel d'Ornano, Caen, Francia   | Francia              | 1–2        | 1–3       | Amistoso                              |

## Palmarés

### Club
- Women's FA Cup: 2015, 2018
- FA WSL: 2015, 2017-18, 2019-20
  - Spring Series: 2017
- Community Shield: 2020 Women's FA Community Shield

### Internacional
- Copa Mundial: medalla de bronce: 2015
- Copa SheBelieves: 2019

### Individual
- PFA Women's Players' Player of the Year (2): 2017-18, 2020-21
- Equipo del año de la WSL por la PFA (1): 2017-18
- Jugadora del Año de la FWA (2): 2017-18, 2020-21

## Vida privada
Kirby se describía como una niña feliz, muy unida a su madre, Denise. Cuando tenía 14 años, su madre falleció a causa de una hemorragia cerebral. "No podía entender lo que había pasado. Y eso permaneció así durante muchos años." Fue cuando estaba con la selección sub-17 cuando realmente se dio cuenta de lo que había pasado. Cuando volvió de la convocatoria dejó de jugar al fútbol porque ya no lo disfrutaba y no podía soportar no ver a su madre en las gradas. Después, Kirby sufrió una depresión. "He tenido días en los que no salía de cama. O no iba a la universidad. Llegaba hasta la parada de bus y empezaba a llorar." Un tiempo después, una amiga suya la invitó a jugar en su equipo amateur, donde comenzó a disfrutar del fútbol otra vez. Kirby asegura que su madre sigue siendo muy importante en su vida. "Habíamos ganado la FA Cup, la liga, yo el premio a la Mejor Jugadora de la PFA y otros premios individuales. Estábamos en el autobús de vuelta del último partido de la temporada y recuerdo estar sentada y llorando. [...] Solo había una persona a la que quería llamar y no podía hacerlo." "Pienso en ella todos los días, pero sobre todo cuando las cosas están yendo bien, porque quiero celebrarlo con ella."
En octubre de 2019, la Universidad de Winchester otorgó a Kirby un doctorado honoris causa por su trabajo en el campo y su apoyo a la salud mental.
En noviembre de 2019, Kirby fue diagnosticada con pericarditis, por lo que se ausentó del campo y redes sociales para recuperarse.
En abril de 2020, Kirby fue nombrada en la lista '"Visible Lesbian 100" de la revista Diva, durante la Semana de la Visibilidad Lésbica.